# Osman Nuhu Sharubutu
Sheikh Osmanu Nuhu Sharubutu (născut 23 aprilie 1919) este un teolog musulman ce deține în prezent funcția de muftiu sau imam-șef al Ghanei. El s-a remarcat în ultimii ani prin mesajele de pace, toleranță interreligioasă și combatere a terorismului. De asemenea, este membru în Consiliul Național al Păcii din Ghana și fondator al asociațiilor Dr. Sheikh Osmanu Nuhu Sharubutu Education Trust Fund și Islamic Peace and Security Council of Ghana.

## Biografie
Sheikh Osman s-a născut în data de 23 aprilie 1919 în orașul Accra din colonia britanică Gold Coast. Familia sa era una foarte respectabilă, de teologi și intelectuali. Tatăl său era Sheikh Nuhu Sharubutu, imam la Moscheea Centrală din Accra. În schimb, mama sa era sora lui Sheikh Muhammed Abba Mazawaje, imam-șef regional. Din această cauză se subînțelege că a avut parte de o bună educație. 
Inițial, Osman a studiat Coranul și învățăturile de bază ale islamului acasă alături de tatăl și de mama sa, dar apoi, văzându-i înclinația pentru cunoaștere, tatăl său l-a dat în grija unchiului, Sheikh Mazawaje, apoi în grija altui învățat cunoscut, Sheikh Abdullah Dan Tano. În această perioadă tânărul Osman a învățat gramatica și literatura arabă, dreptul islamic și știința hadisurilor. Ulterior, a fost inițiat în confreria sufită Tijaniyyah.
După ce și-a terminat studiile, Sheikh Osman a început să le predice tinerilor și să se preocupe de educația acestora. În scurt timp, a devenit extrem de popular, mai ales datorită faptului că era dedicat misiunii sale, dar și relațiilor pe care le avea cu cei mai importanți clerici și imami din țară. Așa se face că în anul 1974 a devenit muftiu și imam-șef regional, iar din anul 1993 devine imam-șef la nivel național și păstor al întregii comunități musulmane din Ghana.
Activitatea lui Sheikh Osman s-a cracterizat, în primul rând, de un discurs de promovare a păcii, unității și deschiderii către tineri. A colaborat cu autoritățile în vederea stopării ascensiunii extremismului religios în Ghana și pentru oprirea conflictelor interetnice sau interreligioase. De asemenea, s-a remarcat ca un critic vehement al organizațiilor teroriste islamiste și un oponent al violenței, militând pentru dialog. 
În ianuarie 2019, o biserică evanghelică a fost vandalizată de către un grup de tineri musulmani după ce pastorul acesteia ar fi profețit moartea lui Sheikh Osman în același an, lucru care nu s-a întâmplat. În replică, Sheikh Osman a condamnat atacul, a îndemnat la pace și armonie și a evidențiat faptul că Ghana este vestită în lume pentru buna înțelegere dintre creștini și musulmani, iar această tradiție nu trebuie ruinată. La câteva luni după incident, în semn de prietenie față de creștini, Sheikh Osman a participat la slujba de Paște de la o biserică romano-catolică populară din Accra.
În martie 2021, Sheikh Osman a primit vaccinul împotriva Covid-19 și i-a îndemnat pe toți membrii comunității musulmane să-i repete gestul.
În 16 iulie 2021 a condus prima rugăciune de vineri de la Moscheea Națională din Ghana.
În august 2021, Sheikh Osman a donat suma de 8.000 de dolari pentru construirea unei catedrale naționale pentru comunitatea creștină din Ghana.